# Coronet Motor
Die Coronet Motor Co. war ein britischer Automobilhersteller in Coventry (Warwickshire).
Coronet Motor fertigte zwischen 1904 und 1906 drei Automobilmodelle ausschließlich aus Teilen, die es von verschiedenen Unternehmen im Vereinigten Königreich und in Frankreich bezog. Es gab die Modelle 8 HP mit Einzylindermotor, 12 HP mit Zweizylindermotor und 16 HP mit Vierzylindermotor.
Keines dieser Modelle konnte sich auf dem Markt durchsetzen, daher musste das Unternehmen schon nach drei Jahren seine Tore wieder schließen.